# Strýček Sam

Populární agitační plakát se Strýčkem Samem používaný v první a druhé světové válce

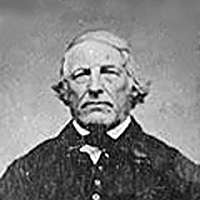
Samuel Wilson, původní Strýček Sam.

Strýček Sam (anglicky Uncle Sam) je národním zosobněním Spojených států amerických, někdy konkrétněji i přímo americké vlády. Strýček Sam je často zobrazován jako vážný starší bílý muž s bílými vlasy a vousy, oblečený v oděvu s prvky vlajky USA (cylindr s červenobílými pruhy, bílé hvězdy na modrém pásu a červenobílé pruhované kalhoty).

## Historie
Výraz Strýček Sam byl poprvé použit během britsko-americké války v roce 1812 a poprvé výtvarně ztvárněn v roce 1852. Vychází z pověsti o reálné osobě, obchodníku Samuelu Wilsonovi z městečka Troy ze státu New York. Tento obchodník dodával během britsko-americké války armádě hovězí maso v sudech. Ty byly výrazně označeny U.S., ve významu United States (Spojené státy), avšak jako vtip se tato písmena vysvětlovala jako zkratka slov Uncle Sam (Strýček Sam). Později se takto začala obrazně označovat samotná federální vláda.
Skutečný Samuel Wilson se postavě z plakátů nepodobal.

## Zobrazení Strýčka Sama v propagandě
Nejslavnějším zobrazením Strýčka Sama je plakát Jamese Montgomery Flagga  z roku 1917, na kterém zamračený Strýček Sam vyzývá s napřaženým prstem diváka ke vstupu do armády. Upravené zobrazení bylo v jiných verzích užíváno i jinde, případně bylo parafrázováno. Předcházel mu britský plakát z roku 1914, na kterém byla k obdobnému účelu použita fotografie lorda Kitchenera.

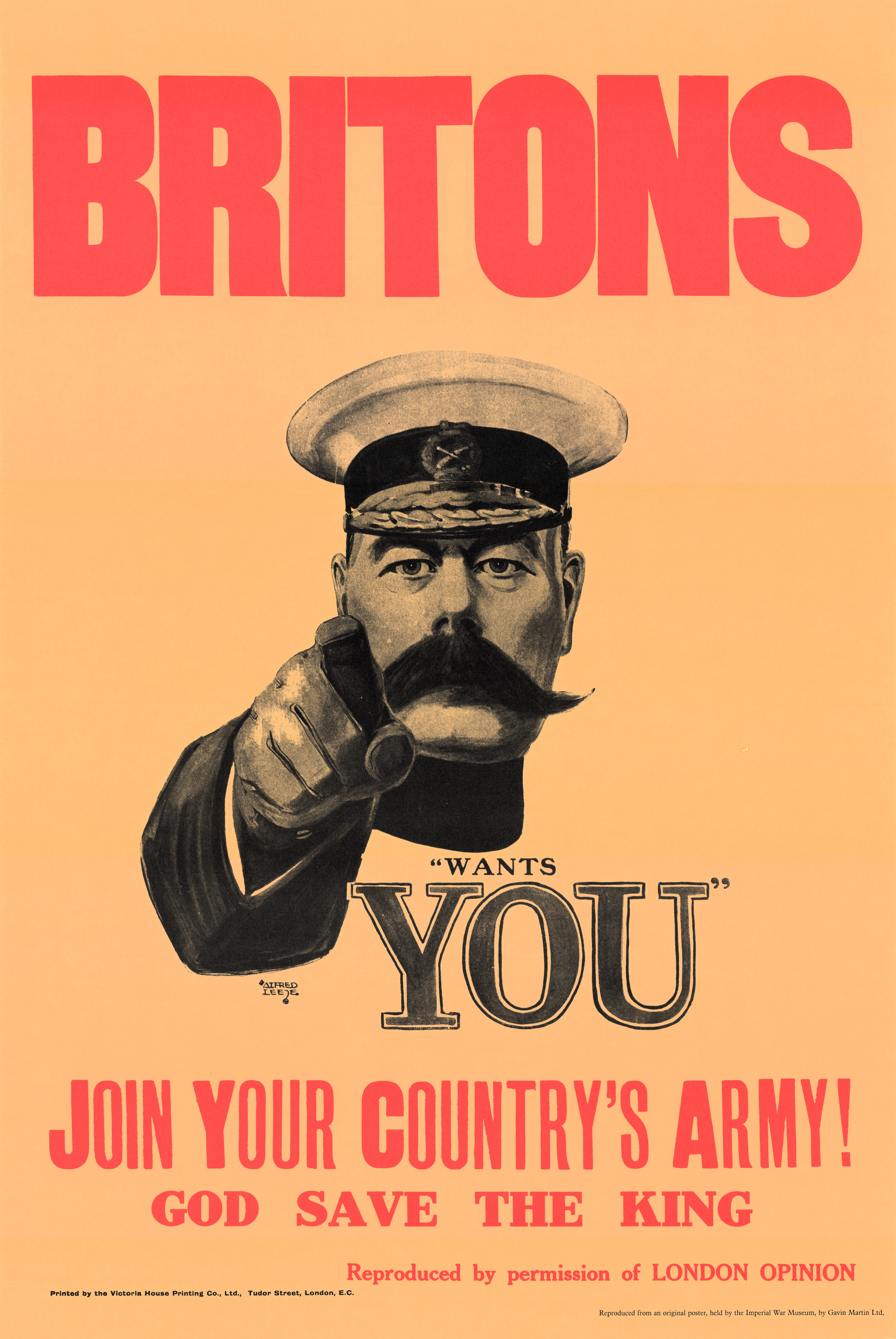
Inspirace Flaggova plakátu se Strýčkem Samem (Alfred Leete (1882–1933), 1914
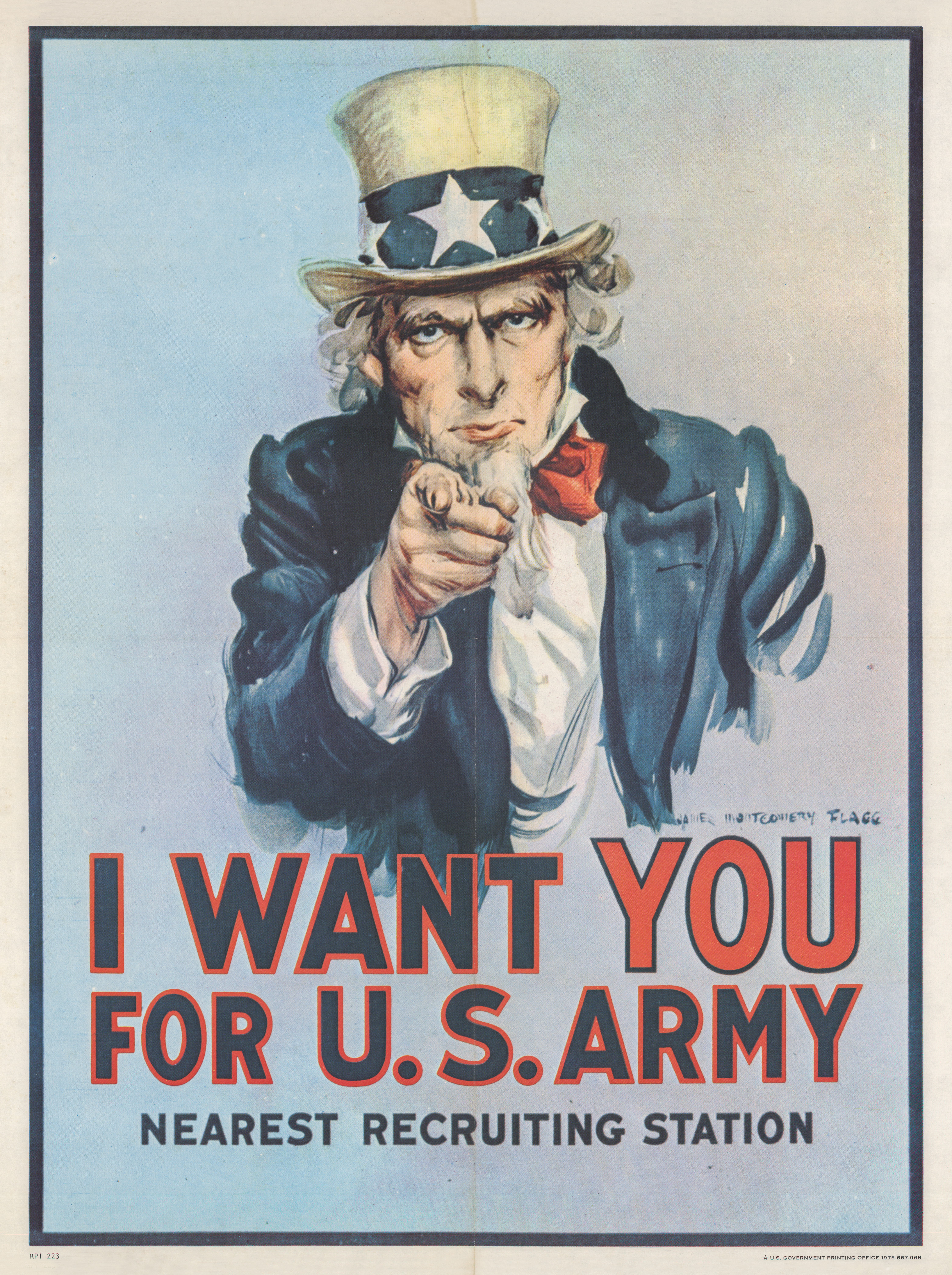
James Montgomery Flagg (1877-1960) I want you for U.S. Army. 1917. 101 x 76 cm
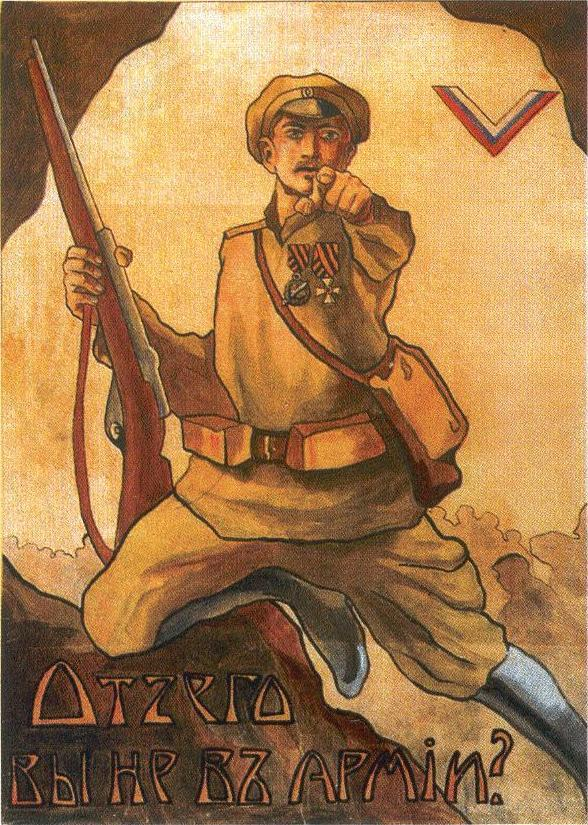
Plakát vyzývající ke vstupu do Děnikinovy armády (inspirováno, 1920)
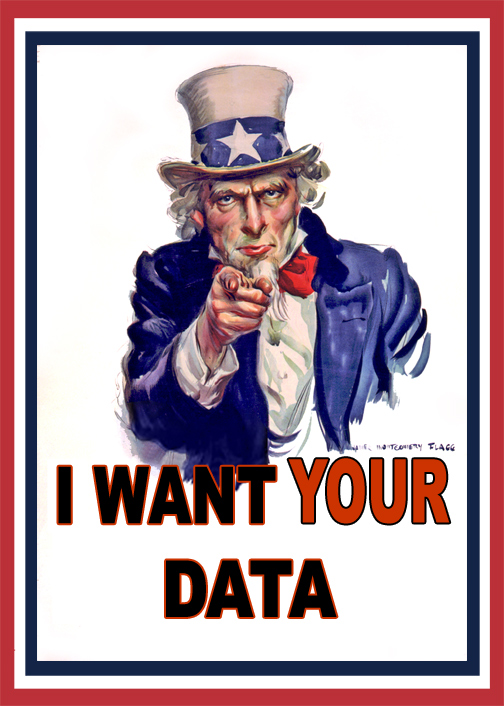
Moderní parafráze „I want your Data“